# Писмо
 Тази статия е за съобщението.  За начина на изписване вижте писменост.  За филма вижте Писмо (филм).
Писмото е писмено съобщение на определен език, предавано по един или друг начин от един човек на друг. Ролята на писмата се е променила съществено от 19 век насам. В миналото писмата са били смятани за единствения надежден начин за комуникация между двама географски отдалечени души.
С напредъка на комуникационните технологии значението на писмата за редовната комуникация намалява. Изобретения и явления като телеграфа, телефона, факса и Интернет оказват влияние върху писането и изпращането на писма. Размяната на лични писма в модерните индустриализирани общества е по-рядко срещана, като тя се заменя от технологии като телефона и електронната поща (т.нар. „имейл“). Благодарение на аудиокасетите вече има и писма, записани на магнетна лента.
Поради тяхната близост, терминът „писмо“ понякога се използва за имейли – особено когато те са с по-формално оформление, напомнящо за хартиеното писмо. В исторически план писма са се използвали още в древните Индия, Египет, Шумер, Рим, Гърция и Китай. Някои от книгите в Библията съдържат писма. Архиви на различни видове кореспонденция (лична, дипломатическа или работна) се използват от историците като първични източници.

## Галерия
- Писмо върху писмо, 1841.
- Ръкописно писмо на Чезаре Борджия.
- Писмо от дете до Дядо Коледа.
- Писмо от Артър Конан Дойл по повод „Баскервилското куче“.
- Покана за откриването на кулата Space Needle в Сиатъл, 1961.
- Писмото с оставката на Ричард Никсън, 1974.
- Паметник с Кървавото писмо, написано от Тодор Каблешков и превърнало се в акт на обявяването на Априлското въстание, Копривщица.